# 阪神大水害芦屋川決壊之地石碑

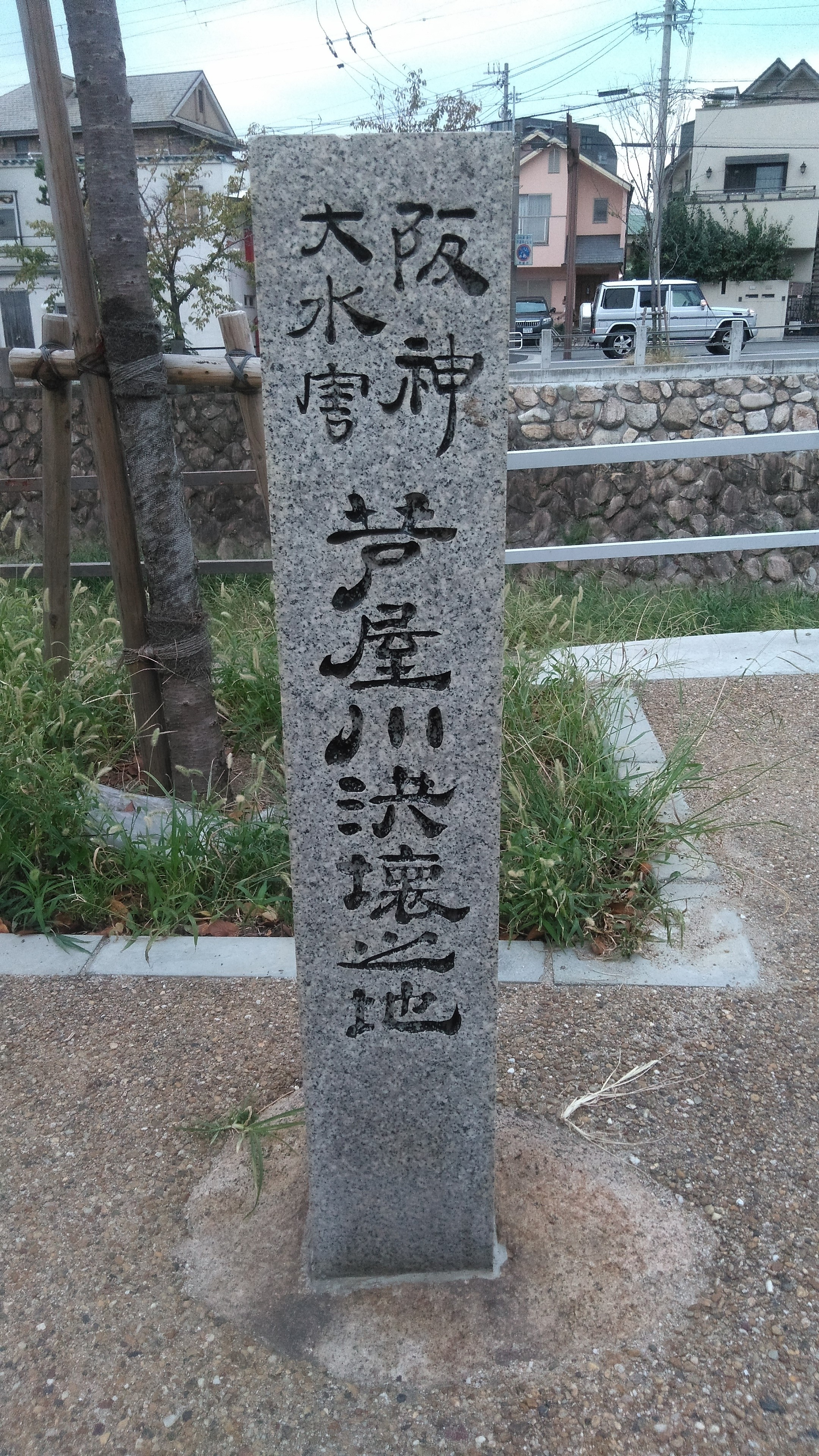
阪神大水害芦屋川決壊之地石碑

阪神大水害芦屋川決壊之地石碑（はんしんだいすいがいあしやがわけっかいのちせきひ）は、兵庫県芦屋市東芦屋町にある自然災害伝承碑。1938年（昭和13年）夏の阪神大水害を記憶するため、災害発生から50年後の1988年（昭和63年）7月に建てられた。

## 概要
同石碑は、芦屋川の決壊場所である開森橋東詰付近に位置する。
1938年6月28日から7月5日にかけて、阪神地方は空前の大水害に見舞われ、大暴風を伴う豪雨により、土石流が発生して芦屋川と宮川が氾濫した。このことにより、精道村では死者3人、重傷者2人、家屋流出14戸、全壊14戸、半壊111戸、床上浸水790戸、床下浸水1,458戸、橋梁流出６、破損８、道路堤防の破損決壊10か所の被害があった。

## 碑文
昭和十三年七月阪神間を襲った大水害の被災五十周年にあたり、再びこうした災害の起こらないことと永々祈念して立碑する。東芦屋町自治会